# 出東村
出東村（しゅっとうむら）は、島根県簸川郡にあった村。現在の出雲市斐川町黒目、斐川町沖洲、斐川町中洲、斐川町三分市、斐川町坂田にあたる。

## 地理
- 湖沼：宍道湖[1]
- 河川：斐伊川[1]

## 歴史
- 1889年（明治22年）4月1日、町村制の施行により、出雲郡黒目村、沖洲村、中洲村、三分市村、坂田村が合併して村制施行し、出東村が発足[1][2]。
- 1896年（明治29年）4月1日、郡の統合により簸川郡に所属[2]。
- 1955年（昭和30年）4月15日、簸川郡荘原村、出西村、伊波野村、直江村、久木村と合併して、斐川村を新設して廃止[1][2]。

### 地名の由来
出雲郡の東部に位置することから。

## 産業
- 農業[1]

## 教育
- 1926年（大正15年）出東村尋常小学校の校舎が大字目黒に完成[1]。